# Desha Delteil
Desha Delteil (rojstno ime Deša Eva Podgoršek), slovensko-ameriška plesalka in fotomodel, * 18. marec 1899, Ljubljana, † 17. julij 1980, Bergerac, Francija.
Leta 1913 se je s sestro Lejo preselila v ZDA, kjer je pod Michelom Fokinom študirala ples in se nato zaposlila v njegovem ansamblu. Pozirala je kiparki Harrieti Whitney Frishmuth in fotografu Nickolasu Murayju. Nastopila je v nekaj filmih kot plesalka, najbolj znan je Glorifying the American Girl iz leta 1929. Po drugi svetovni vojni je z možem Jeanem Henryjem Raoulom Delteilom odprla plesno šolo v Bergeracu.